# Кашветі (Местійський муніципалітет)
Кашветі (груз. ქაშვეთი) — село в Грузії.
За даними перепису населення 2014 року в селі проживає 125 осіб.